# John Komlos
John Komlos (Budapest, 1944. december 28. –) magyar származású amerikai gazdaságtörténész, a Müncheni Egyetem gazdaságtörténeti tanszékének egykori tanszékvezetője tizennyolc éven át. Az 1980-as években meghatározó szerepet játszott az antropometriai történelem kialakulásában, amely a gazdasági fejlődésnek az ember biológiai jellemzőire, például a testmagasságra és a testsúlyra gyakorolt hatását tanulmányozza.

## Pályafutása
1956-ban szüleivel 12 éves korában emigrált az Egyesült Államokba. Chicagoban nőtt föl.
Történelemből (1978), majd másodszor közgazdaságtanból doktorált (1990) a Chicagói Egyetemen, ahol Robert Fogel gazdaságtörténész hatására az emberi testalkat gazdaságtörténetét kutatta. Komlos 1989-ben ezt az új tudományágat „antropometriai történelemnek” nevezte el. 1984 és 1986 között a Chapel Hill-i Észak-Karolina Egyetem Carolina Population Centerének munkatársa volt.
Tanított a Harvard Egyetemen, a Duke Egyetemen, a Chapel Hill-i Észak-Karolina Egyetemen, a Bécsi Egyetemen és a Bécsi Közgazdaságtudományi Egyetemen is. Nyugdíjba vonulása előtt tizennyolc évig a Müncheni Egyetem közgazdaságtan és gazdaságtörténet professzora volt. A 2003-ban megjelent Economics and Human Biology című folyóirat alapító szerkesztője.
E kutatási program révén vált humanista közgazdásszá, felismerve, hogy a hagyományos közgazdaságtan nem tükrözi jól a reálgazdaság működését. A 2008-as pénzügyi válság óta humanista szemszögből ír az aktuális gazdasági kérdésekről. Tankönyve az emberarcú kapitalizmus mellett érvel. A Magyar Tudományos Akadémián tartott előadást 2019-ben a trumpizmus térnyeréséről.

## Művei
- Ökonomisches Denken nach dem Crash : Einführung in eine realitätsbasierte Volkswirtschaftslehre, fordítás németre: Volker Grzimek, Marburg: Metropolis-Verlag 2015, ISBN 978-3-7316-1083-0
- (Bernd Süßmuthtal): Empirische Ökonomie : eine Einführung in Methoden und Anwendungen, Berlin ; Heidelberg : Springer 2010, ISBN 978-3-642-01704-9
- Foundations of Real-World Economics, 2019

### Magyarul
- A gyermekek testmagasságának növekedési sémái Kelet-Közép-Európában; KSH, Budapest, 1988 (A Központi Statisztikai Hivatal Népességtudományi Kutató Intézetének történeti demográfiai füzetei, 3.)
- Az Osztrák-Magyar Monarchia mint közös piac. Ausztria-Magyarország gazdasági fejlődése a tizenkilencedik században; ford. Jász István; Maecenas, Budapest, 1990
- A trumpizmus diadalának gazdaságtörténete; MTA KRTK VGI, Budapest, 2019 (Műhelytanulmányok)
- A valójában létező gazdaság és az emberarcú kapitalizmus alapjai. Amit minden közgazdaságot tanulónak tudnia kell; ford. Máté Katalin; Pallas Athéné, Budapest, 2021